# Centro storico di Brindisi
Il centro storico di Brindisi occupa quasi tutta la zona a sud della stazione ferroviaria
È il terzo centro storico più grande della Puglia, dopo quelli di Lecce e Barletta. Si sviluppa per 3,5 km² dall'entroterra fino al Lungomare Margherita. Il tessuto murario fu quasi interamente distrutto, ad oggi infatti sopravvivono alcuni bastioni e qualche tratto murario. 
Il carattere monumentale è stato poi estremamente deturpato negli anni da insensati interventi di ricostruzione, come quello che ha permesso la costruzione di palazzi di fronte ai resti delle mura urbiche. 
Nella zona si possono ammirare la Chiesa di San Giovanni al Sepolcro, il Duomo di Brindisi, palazzo Nemagna, il monumento a Virgilio e una colonna romana. 
Nel 1930 nella zona a ridosso del porto turistico fu inaugurata la Fontana dell'Impero. Nello stesso punto termina la Via Appia.

## Galleria d'immagini

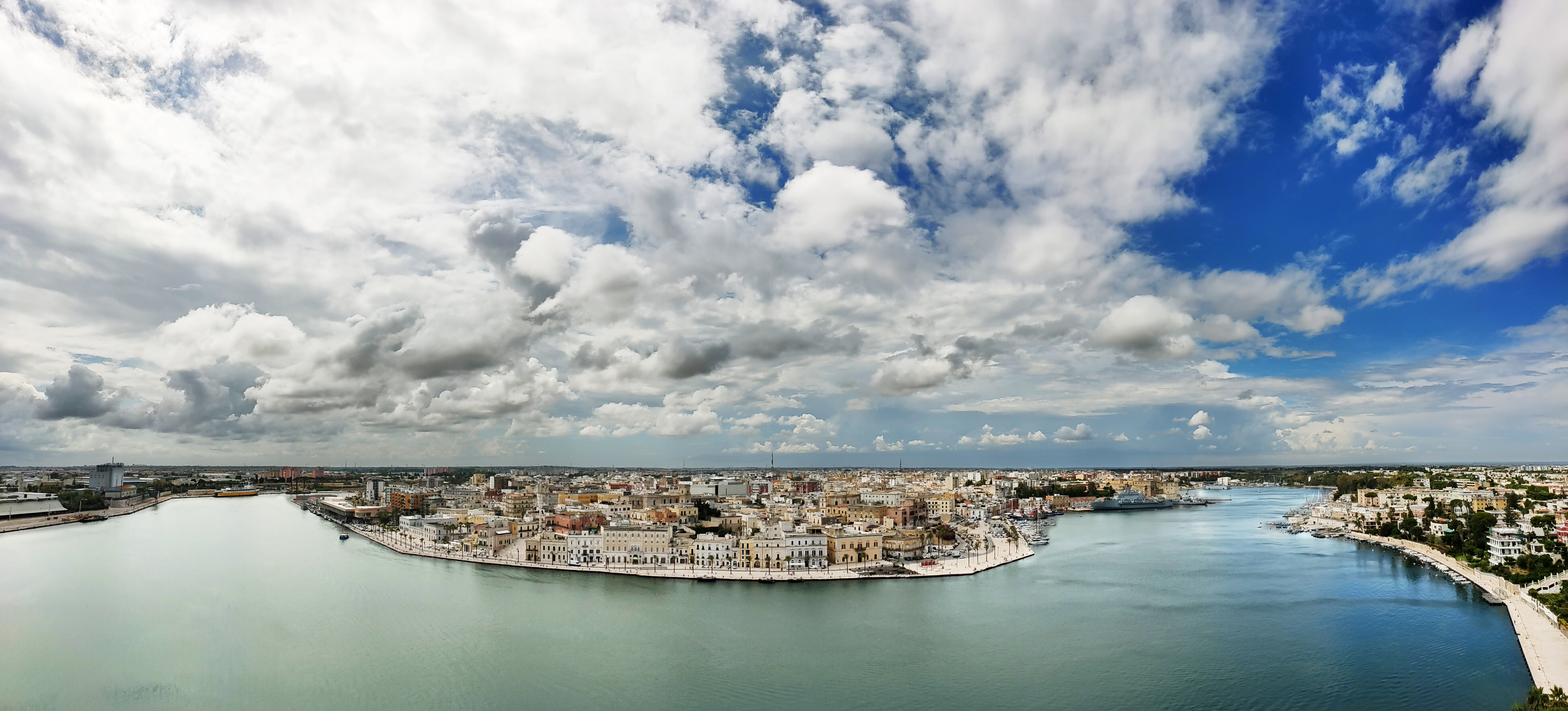
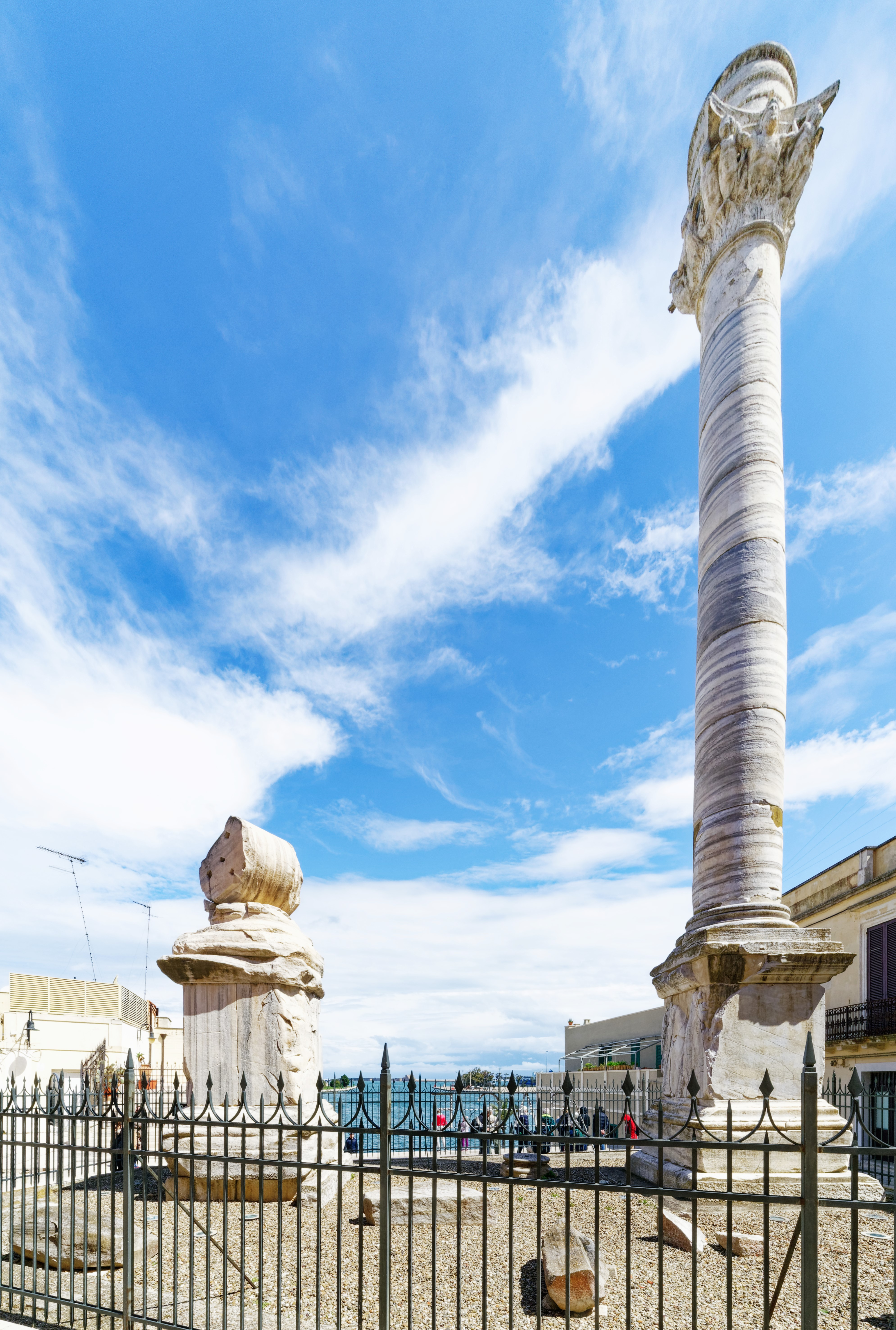